# 台灣民間信仰

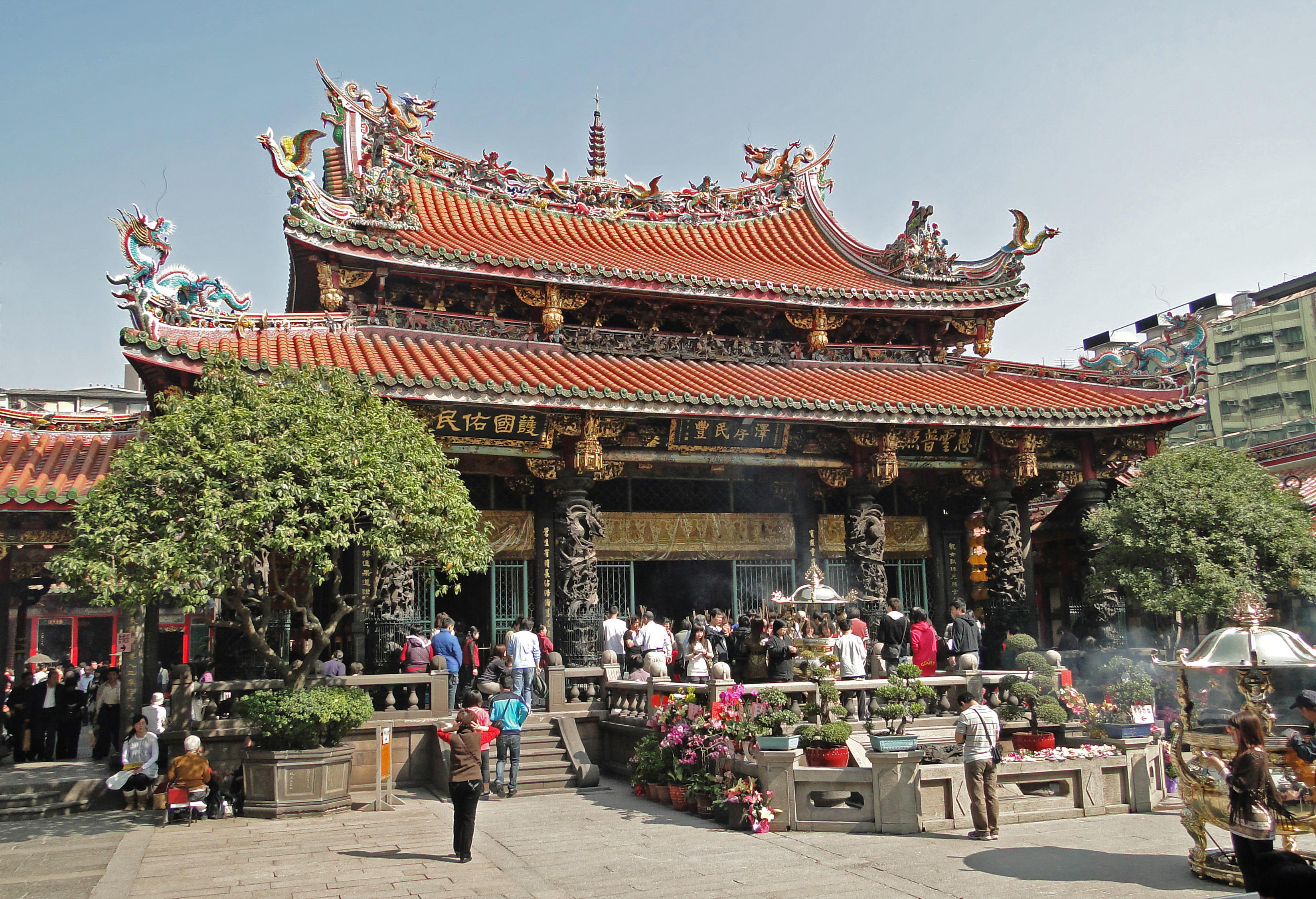
臺灣著名儒釋道融合的廟宇艋舺龍山寺

臺灣民間信仰是臺灣民間廣為流傳的傳統信仰，屬於中國民間信仰範疇，包括揉合華人民間信仰「道、釋、儒」三教合流的漢人移民信仰，也包括在地英雄名人神格化，也包括王爺千歲信仰，以及臺灣原住民的祖靈信仰，前者隨著閩南、粵東移民由華南地區渡過臺灣海峽東來，於臺灣落地生根，逐漸產生具有本土風格的民間信仰，但大體上仍奉祀原有華人民間信仰的神明；次者表現出臺灣人充滿包容知恩的情感，如供奉捨身救民的日本軍人；再次者如各地有應公、萬善同歸，有的更分靈者眾，如南鯤鯓代天府萬善爺；後者有些仍保留原始特色，而部分信仰（如阿立祖信仰）則有漢化的情形。臺灣也是華人世界裡宗教最興盛的地區，台灣人口中有信仰者，持臺灣民間信仰者約93%，基督教所有派系合計佔4.5%，其他佔2.5%。

## 起源

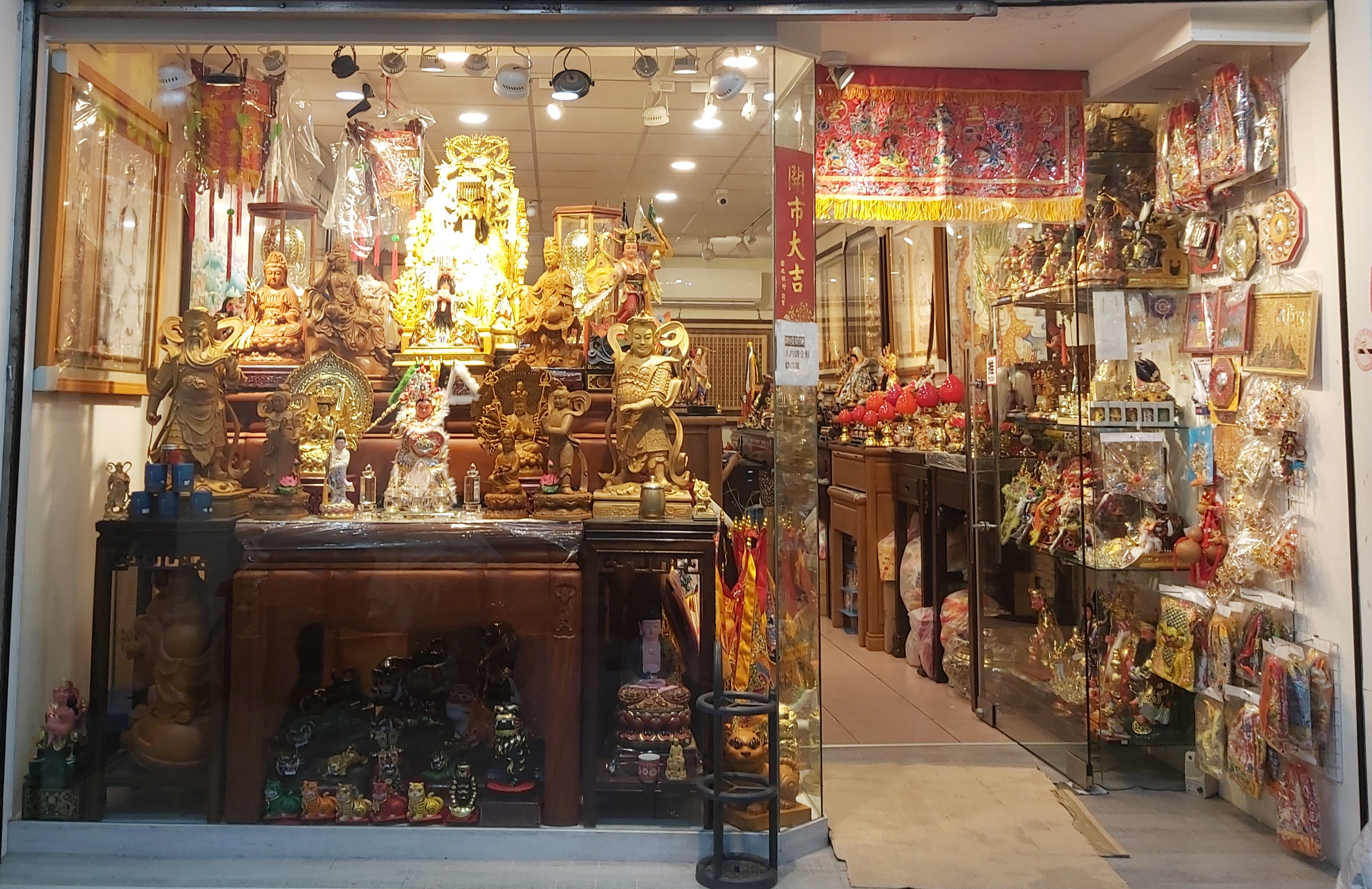
臺灣民間信仰風格的宗教用品店

閩粵移民渡海來臺時，大多迎請海神或故鄉地方神祇之分靈嗣奉。由於移民渡海需面對莫測的海象變化，到臺墾殖後，因水土不服，瘟疫四起，又須與臺灣原住民族及不同的墾殖團體相互械鬥，爭奪土地、水源、商業利益等等，又時常危及生命財產，分靈而來的原鄉神祇，成為移民的心靈寄託，而信奉同一神明也產生了同鄉之間的意識形態認同，渡海來臺的海神、鄉土神、瘟神（王爺）等信仰，並逐步發展為無所不能的地方守護神。
除了人格化的地方守護神外，也有因為各種職業不同，而奉祀不同職業的保護神。另外主要源自道教、本來流行於泉漳一帶的正一派、閭山派道教來臺後，經過一段時間與佛教、儒教摻合，逐漸變成民間的傳統信仰及文化現象，與只求個人與家庭之「富貴財子壽」的臺灣多神格「民間信仰」。
1911年《臺灣私法》引《臺灣府誌》，列舉玉皇上帝、東嶽大帝、玄天上帝、天上聖母、神農大帝、保生大帝、三山國王、水仙尊王、開漳聖王、廣澤尊王、註生娘娘及臨水夫人、五顯大帝、中壇元帥、王爺、大眾爺、義民、城隍爺、福德正神、灶君、文昌帝君及魁星諸神皆屬儒教。1921年片岡巖的《臺灣風俗誌》也是承襲這種宗教觀，擴大了日治時期儒教宗教的範疇。
尚有一種民間信仰被專家把它歸類為「儒宗神教」，因為就其信仰內容來看，大都是藉著神明持筆揮鸞來闡述儒宗孔教的倫理道德教化，相容聖人、佛祖、神仙的三教合一思想，強調修身、齊家、行善、勸化；即以勸化世人，挽救人心，導正社會頹風惡習為宗旨。
至於基督宗教、伊斯蘭教等雖也落地生根，成為具有台灣風格的信仰，但由於其早有完整宗教體系，非屬純信仰範疇。有的則如一貫道供奉五教聖人，將其塑像奉祀，已非原基督宗教、伊斯蘭教之模式。

## 鄉土神簡表
臺灣是多元族群融合的社會，除了原本臺灣各族群的固有信仰以外，漢人移族方面包含了許多不同的省籍族群，他們在移居臺灣時帶來了原鄉的信仰，這些神祇稱為鄉土神。玉皇上帝、三官大帝、玄天上帝、關聖帝君、觀音菩薩、天上聖母（媽祖）、瑤池金母（王母娘娘）、城隍爺、福德正神（土地公、土地伯公）等，屬於不分祖籍共同信仰的神靈，但有些地方對某一神祇特別虔誠，有鄉土神的意味。
- 漳州府移民跨縣信仰：開漳聖王、輔信王公、倪府總管、廣惠尊王、保生大帝（原為泉州同安縣信仰，之後信仰遍佈整個閩南地區）、三山國王（原為廣東潮州信仰。隋開皇十一年（591年）的漳州部分地區曾屬潮州管轄，轄境為漳州梁山以南，包括平和西南地區和雲霄、東山、詔安全境[4]，次年（592年）改隸泉州龍溪縣；唐垂拱二年設立漳州，從泉州割龍溪縣南界地成立[5]。而《太平寰宇記》記載潮州晚至北宋仍屬廣州風俗區）
- 漳州府漳浦縣籍移民：古公三王
- 漳州府平和縣籍移民：三坪祖師
- 漳州府南靖縣籍移民：關聖帝君（不分地域，廣泛信仰的神靈，南靖視為鄉土神）、慚愧祖師
- 漳州府詔安縣籍移民：三官大帝（不分地域，廣泛信仰的神靈，詔安視為鄉土神）、五顯大帝
- 泉州府三邑籍移民：觀音菩薩（不分地域，廣泛信仰的神靈，晉江視為鄉土神，晉江，又稱泉安）、助順將軍（晉江）、青山王（惠安）、廣澤尊王（南安）、惠澤尊王（南安）、武惠尊王（又稱順正大王、俗稱紅祖公，晉江青陽移民）
- 泉州府安溪、永春直隸州籍移民：清水祖師、顯應祖師、三代祖師、法主公、雙忠尊王（尪公）、董公祖師、安溪城隍
- 泉州府同安籍移民：保生大帝、霞海城隍
- 泉州府同安金門移民：開浯恩主、蘇府王爺[6][7]
- 福州府籍移民：照天君、董真人、裴仙師、扣冰祖師、開閩聖王、白馬尊王、五福王爺、臨水夫人、懿德夫人、威武陳將軍
- 福州府馬祖列島移民：天上聖母[8]、威武陳元帥[9]、鐵甲元帥[10]、五靈公、水部尚書
- 興化府籍移民：天上聖母（即媽祖，不分閩、客，漢人普遍信奉媽祖，視為海神。興化人視為鄉土神）、水部尚書
- 汀州府籍移民：定光古佛、伏虎禪師
- 潮州府籍移民：三山國王（潮州福佬人和潮州客家視為鄉土神）、保生大帝、玄天上帝
- 客家籍移民：福德伯公（漢人普遍信奉土地伯公，客家人更視為鄉土神）、三官大帝（漢人普遍信奉三界公，臺灣客家人亦視為鄉土神）、慚愧祖師（梅州客家）、三山國王（潮州客家）、定光古佛（汀州客家）、開漳聖王（漳州客家）、民主公王（汀州客家）[11]、五顯大帝（漳州客家）、義民爺（臺灣本土產生，非由原鄉攜入）
- 浙江台州籍移民（大陳人）：威武陳將軍[12]、楊府元帥[13]、阮弼真君、漁師大神、三官大帝（漢人普遍信奉三界公，台州大陳人亦視為鄉土神）

根據《重修臺灣省通志》在1981年（民國70年）的統計資料，臺灣寺廟所供奉的主祀神前二十名，依序為：王爺、觀音、媽祖、釋迦牟尼、玄天上帝、土地公、關聖帝君、保生大帝、三山國王、中壇元帥、神農大帝、清水祖師、玉皇上帝、三官大帝、開臺聖王、開漳聖王、城隍爺、孚佑帝君、王母娘娘、廣澤尊王。根據內政部2019年（108年度）的「全國宗教資訊系統資料-寺廟」，廟宇主祀神前十名，依序為：王爺、土地公、釋迦牟尼、觀音、媽祖、玄天上帝、關聖帝君、保生大帝、中壇元帥、陰神厲鬼。（陰神厲鬼為有應公、大眾爺之類，其名稱眾多，民國70年的通志統計資料有可能未併作同一類）另外，虎爺在臺灣也很常見，但大多是作為配祀神出現。
在傳統民家顯要位置的大幀神明圖像，稱為「神明彩」，通常是以觀世音菩薩為主，搭配媽祖、關聖帝君、灶神、土地公，高雄師範大學台灣歷史文化及語言研究所教授李文環表示：「這幾尊神明是台灣民間信仰裡面最受大家供奉的神。」

## 重大祭典與民俗活動
就信仰人口而言，台灣民間信仰是台灣最大的信仰人口。若依類別分，則佛教與道教為台灣兩大宗教。據美國國務院2003年度國際宗教自由報告中，全臺灣有454.6萬人為道教徒，其中被認定為「道教」的臺灣民間信仰，應佔大多數。該報告甚至於頁末表示，「若將崇奉祖先、巫術、鬼神和其他神靈及動物崇拜算入此信仰，臺灣民間信仰的人數更高達全國民眾的八成」。大部分台灣人同時信仰佛教與道教。這種融合佛、道的民間宗教對社會生活保持着強大的影響力，各地也有各地盛行的神明祭典。每逢這些節日皆有許多民俗活動傳承舉辦着，熱鬧者更可達兩三天甚至更久。活動更久者，例如被文化部認定為國家重要民俗文化活動的東港迎王平安祭典，每三年舉辦一科，每次祭典需歷時一週才能圓滿。

### 重要祭典儀式
茲列舉如下（下列日期除特別標記外皆為每年農曆日期）：
1. 正月初一：新正，為「元旦」、「歲首」，按禮俗進行「開正」、「賀正」儀式，祭拜天地眾神明、列祖公媽與地基主。
2. 正月初四：民家接灶神返宅。
3. 正月初五：財神玄壇真君下凡日，商家多在此日迎財神、開始營業。
4. 正月初六：清水祖師誕辰。
5. 正月初九：天公生。（該习俗並非从北方传来，而是闽越人祭天习俗的延续，“天公”實為闽越传说中的“天帝”，民間常將其與道教的玉皇大帝混為一談[21][22]）
6. 正月初九：玉皇大帝萬壽日。
7. 正月十五：迎廁神紫姑[23]。
8. 正月十五：元宵節祭上元天官大帝（三官大帝）、臨水夫人聖誕。
9. 二月初二：土地公，做頭牙（很多商家公司行號改在頭牙宴請員工，稱春酒。尾牙只有拜神而不聚餐）、濟公誕辰。
10. 二月初三：文昌帝君聖誕。
11. 二月十五：太上老君聖誕。
12. 二月十九：觀音菩薩佛誕。
13. 二月廿一：普賢菩薩佛誕。
14. 三月初三：上巳節，祭祖，玄天上帝聖誕。
15. 三月初八：輔信王公聖誕。
16. 三月十五：保生大帝、玄壇真君聖誕。
17. 三月二十：註生娘娘聖誕。
18. 三月廿三：媽祖誕辰，各地的媽祖常有遶境活動，如白沙屯媽祖進香、大甲媽祖遶境進香、北港朝天宮迎媽祖、彰化南瑤宮媽祖徒步笨港進香、西螺社口媽徒步往朴子配天宮謁祖進香及桃園龍德宮徒步謁祖進香。
19. 三月廿八：東嶽大帝聖誕。
20. 四月初四：文殊菩薩佛誕。
21. 四月初五：清明節，國曆4月5日為民族掃墓節，祭祖。
22. 四月初八：釋迦牟尼佛佛誕（俗稱浴佛節）。
23. 四月十二：蘇府千歲千秋統一例祭日。
24. 四月十四：孚佑帝君（呂仙祖）聖誕
25. 四月中旬：雲林六房媽過爐
26. 五月初二：保生大帝昇天紀念日。
27. 五月初五：端午節，祭祖和祭房舍的守護靈地基主。
28. 五月十八：張府道陵天師聖誕千秋。
29. 六月十三：巧聖先師聖誕千秋。
30. 六月十八：池府千歲聖誕千秋。
31. 六月十九：觀音菩薩得道日。
32. 六月廿四：關聖帝君聖誕千秋。
33. 七月初一：鬼門開。
34. 七月十五：中元地官大帝（三官大帝）聖誕千秋，中元普渡祭典由（農曆七月初一日開始，至農曆七月三十日）為止。知名代表祭典，基隆中元祭、嘉義市諸羅城隍中元祭。
35. 七月十八：瑤池金母聖誕千秋。
36. 七月廿一至七月廿三：嘉義民雄大士爺文化祭
37. 七月廿二：法主公聖誕千秋。
38. 七月廿九或七月三十：三十日是地藏王菩薩佛誕千秋，民間廟宇往往會並舉行送「好兄弟」活動，若無此日，則提早到七月廿九。
39. 八月十五：中秋祭太陰星君、福德正神得道紀念日和祭房舍的守護靈地基主。
40. 九月初九：重陽節祭祖，玄天上帝、天上聖母得道紀念日，斗姆元君、九皇大帝、酆都大帝、中壇元帥聖誕千秋。
41. 九月十九：觀音菩薩出家紀念日。
42. 九月廿九：藥師佛佛誕。
43. 十月十五：下元水官大帝（三官大帝）聖誕千秋。
44. 十月十八：地母至尊聖誕千秋。
45. 十一月十七：阿彌陀佛佛誕。
46. 十二月初八：釋迦牟尼佛得道日。
47. 十二月十六：土地公尾牙祭典日（商家於此日附近大宴員工）。
48. 十二月廿四：送神日，祭送家中灶神、太歲等神歸天述職（少數人在十二月廿三送神）。
49. 十二月廿九或十二月三十：除夕日祭祖和祭房舍的守護靈地基主。

### 臺灣各地重大活動

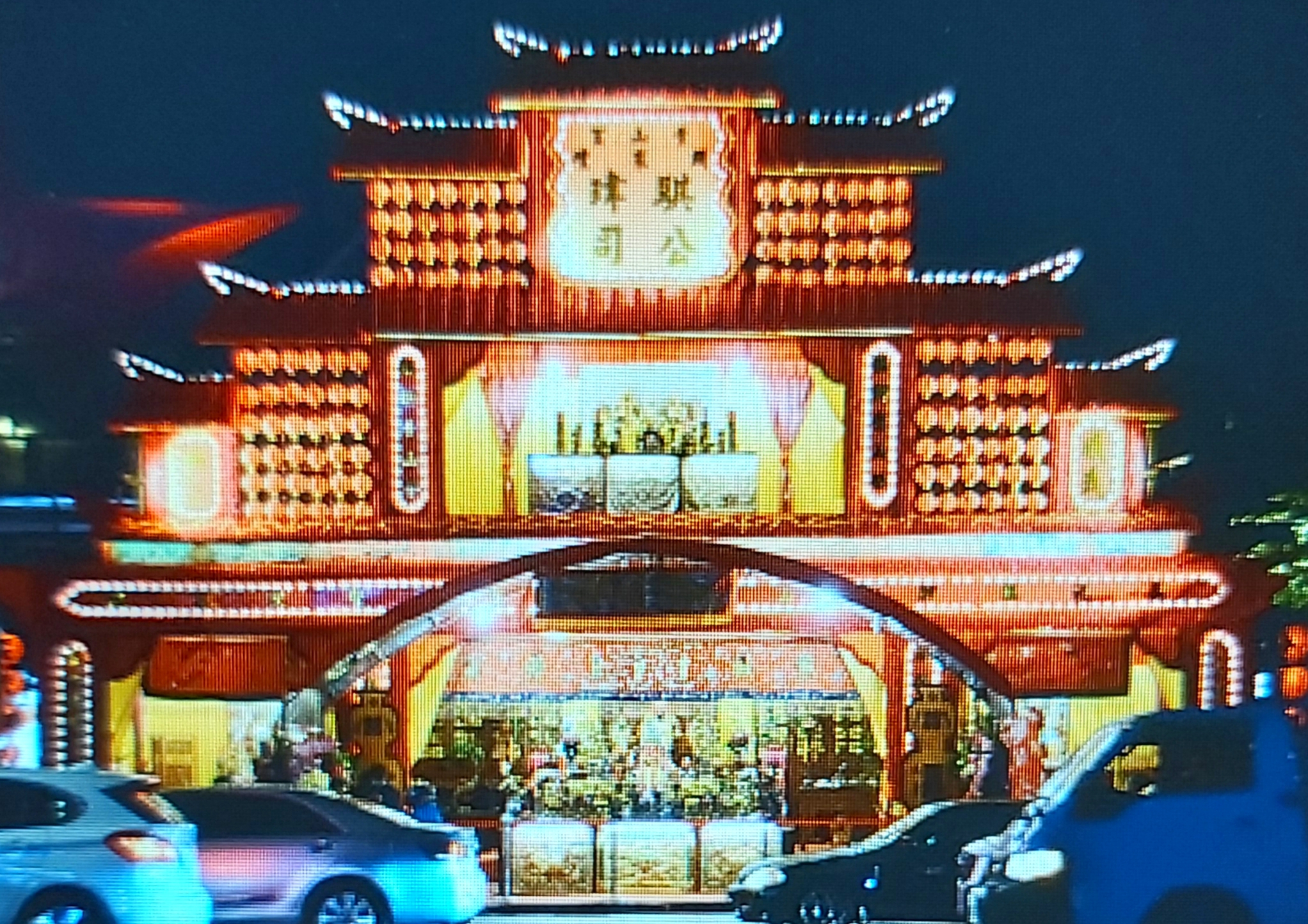
臺北市萬華區艋舺青山祭期間一幢臨時搭建的大型北式牌樓紅壇。

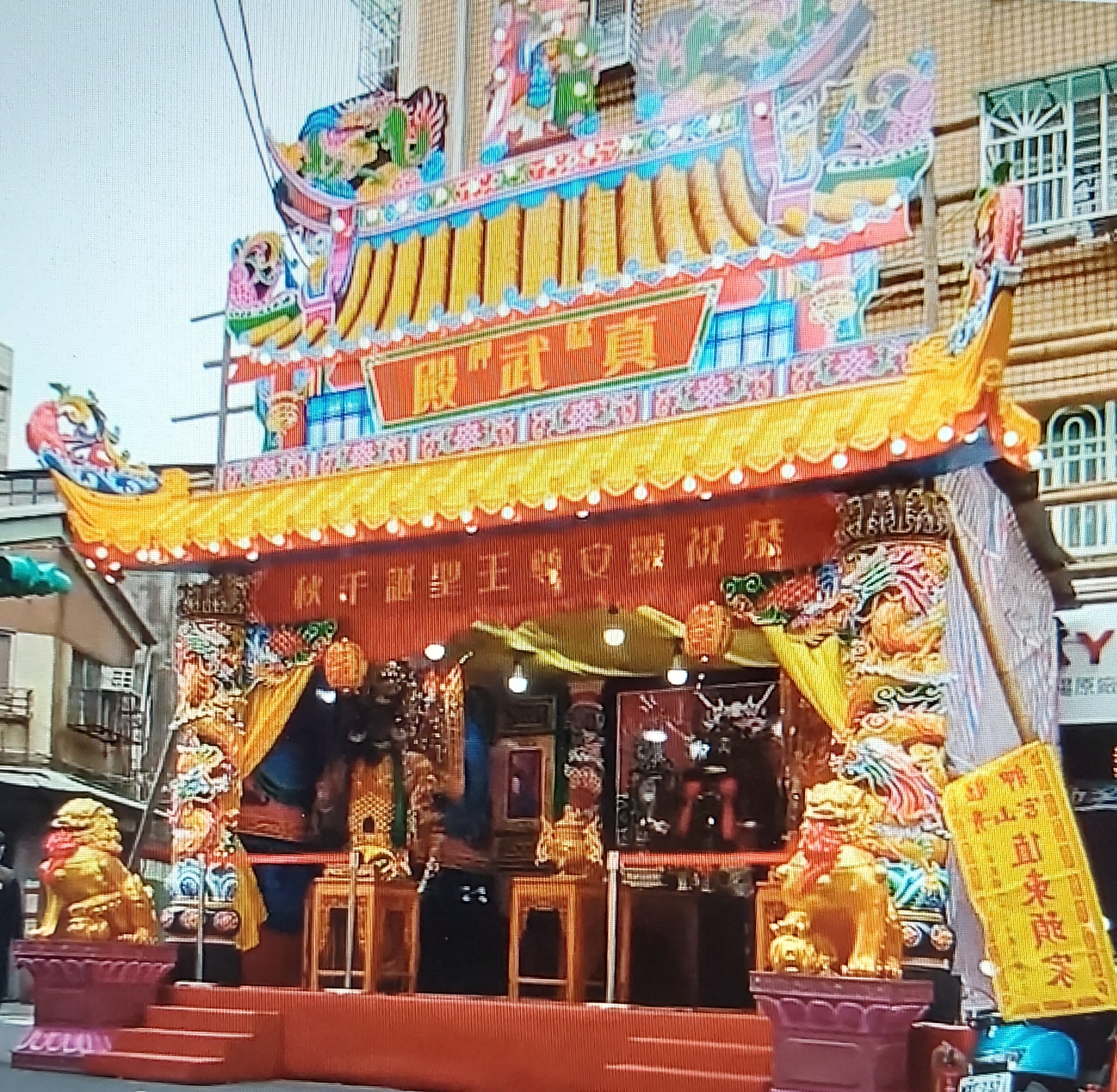
2023年12月，艋舺真武殿參加第168年艋舺青山祭遶境慶典活動時於街頭搭建的南式牌樓紅壇。

台灣有句俗諺，「三月瘋媽祖、四月迎王爺」，其他尚有各地方神明信仰如下：
1. 正月初六：三峽祖師廟清水祖師誕辰祭典。
2. 正月初十：台南東山碧軒寺恭迎觀音佛祖正二媽回駕碧軒寺（俗稱「東山迎佛祖」）。
3. 正月十五：臺東縣天后宮、玄武堂串聯台東境內各廟宇的「元宵遶境」、「砲轟寒單爺」、馬祖各廟宇的元宵擺暝。
4. 二月廿二：馬祖西莒玉封威武陳元帥廟威武陳元帥誕辰祀典、大陳義胞威烈侯祝壽慶典。[24]
5. 二月底到三月初：大甲媽祖遶境進香，為世界三大宗教盛事之一，全台灣最盛大的遶境，參加的人數超過百萬人。
6. 三月初三：南投縣名間鄉松柏嶺受天宮玄天上帝進香潮[25]，及全臺各地玄天上帝誕辰祭典
7. 三月十五：大龍峒保安宮、臺中元保宮保生大帝誕辰祭典
8. 三月十九至三月廿：北港朝天宮媽祖繞境活動
9. 三月廿三：全國各地天上聖母-媽祖誕辰祭典
10. 四月初十至四月十六：雲林六房媽過爐，為正統媽祖慶典
11. 四月十二：金門浯島城隍廟遷治日迎城隍慶典
12. 四月十五：西港慶安宮十二瘟王誕辰祭典，每三年一科的國定民俗西港刈香（俗稱西港香）
13. 四月廿五：三重先嗇宮神農大帝誕辰繞境（俗稱「三重大拜拜」）
14. 四月廿六：南鯤鯓代天府李府千歲誕辰祭典
15. 四月廿七：南鯤鯓代天府范府千歲誕辰祭典
16. 五月初一：新莊地藏庵文武大眾爺誕辰繞境（俗稱「新莊大拜拜」）
17. 五月初二：大龍峒保安宮、臺中元保宮保生大帝飛升祭典
18. 五月初六：淡水清水巖祖師廟清水祖師繞境（俗稱「淡水大拜拜」）
19. 五月十三：大稻埕霞海城隍廟「霞海城隍祭典」
20. 六月初八：口湖牽水𰹬
21. 六月十八：南鯤鯓代天府池府千歲誕辰祭典
22. 六月廿四：大溪普濟堂關聖帝君聖誕繞境（俗稱「大溪大拜拜」）
23. 七月初十：三條崙海清宮閻羅天子包公祖廟渡台紀念日
24. 七月十五：基隆中元祭。新竹都城隍廟晉封威靈公、新竹都城隍爺奉旨賑孤遶境（「竹塹中元城隍祭」）。「虎尾中元文化祭」。「嘉義城隍中元祭」。恆春搶孤。
25. 七月二十：客家義民節
26. 七月廿一至七月廿三；嘉義民雄大士爺文化祭
27. 七月三十：頭城搶孤
28. 八月初二：嘉義城隍廟敕封綏靖侯夜巡諸羅城繞境（「嘉義城隍祝壽慶典」）
29. 八月十五：南鯤鯓代天府朱府千歲誕辰祭典
30. 八月廿三：田都元帥聖誕慶祝活動
31. 九月初九：新營太子宮高雄三鳳宮太子元帥誕辰祭典、馬祖天后宮媽祖昇天祭
32. 九月十五：南鯤鯓代天府吳府千歲誕辰祭典
33. 九月中旬：西螺福興宮太平媽秋季遶境、五十三莊天上聖母「螺陽迎太平」
34. 九月廿八：八吉境五帝廟華光大帝聖誕、各地華光大帝聖誕慶祝活動
35. 十月廿二：艋舺青山宮靈安尊王繞境（俗稱「艋舺大拜拜」）
36. 十一月初一：東港東隆宮溫府千歲誕辰祭典
37. 十一月十七：阿彌陀佛佛誕、佛教寺院三時繫念、念佛法會
38. 十二月廿三：臺南東山碧軒寺恭送觀音佛祖正二媽回火山碧雲寺過年（俗稱「東山迎佛祖」）

## 創造神
- 納婀馬第
- 妮芙努
- 盤古大帝
- 女媧娘娘

## 職業守護神

### 醫藥界
- 醫藥業：藥師如來、神農大帝、保生大帝、孫天醫真人、董杏林仙師、扁鵲仙師、華佗仙師、李時珍先師等
- 婦產科醫界：藥師如來、觀世音菩薩、地藏菩薩、註生娘娘、臨水夫人、天上聖母、織女娘娘、張仙、池頭夫人等

### 軍警消
- 軍人：九天玄女、關聖帝君、玄天上帝、毗沙門天王、諸葛武侯、岳武穆王、助順將軍等
- 警察：關聖帝君、玄天上帝、土地神、五營神將、包公、城隍爺、家將等
- 消防隊：火神（火德星君、王天君、馬天君等）、水神（水德星君、水仙尊王、玄天上帝等）、關聖帝君等

### 公教界
- 教師、公務員：五文昌帝君、文昌帝君、魁星星君、至聖先師、倉頡先師、才光明佛、文殊菩薩等
- 司法官、檢調、國安單位：地藏菩薩、包公、城隍爺、青山王、王爺、東嶽大帝等

### 農畜界
- 農業：地母娘娘、神農大帝、后稷、福德正神、巴耶苳烏、巴耶拜等
- 茶業：陸羽仙師、雙忠、清水祖師、法主公等
- 漁業：天上聖母、玄天上帝、水仙尊王、懿德夫人等
- 肉品業、屠宰業：玄天上帝、張飛將軍、樊噲將軍等
- 畜牧業：土地公、玄天上帝、玄壇真君[26]、廣澤尊王等
- 園藝業：百花仙子等
- 鹽業：葛洪仙師、太陽星君等
- 餐飲業、廚師業：灶君等
- 糕餅業、麵包業：灶君、諸葛武侯等
- 豆腐業、豆漿業：淮南尊王等
- 酒業：杜康仙師、李太白仙師、濟公禪師等
- 檳榔業：韓愈仙師等

### 工業、手工業界
- 礦業界：正陽真人、純陽祖師、不動明王、火德星君、當地的山神、土地神等
- 建築、木工界：巧聖先師、荷葉仙師等
- 拆除工程業：孟姜女等
- 機械、鐵工界：太上老君、尉遲恭將軍、李鐵拐真人等
- 紡織業：織女娘娘、嫘祖等
- 布業、染織業：葛洪等
- 陶瓷業：女媧娘娘、樊仙、孫臏等
- 紙業、金紙業：蔡倫仙師等
- 傘業：女媧娘娘、多聞天王等
- 鞋業：孫臏仙師、達摩祖師等
- 線香業：九天玄女等

### 商業界
- 商業：彌勒佛、財神爺、福德正神、關聖帝君等
- 銀行業、證券商、當鋪：彌勒佛、財神爺、福德正神、關聖帝君等

### 服務業界
- 理髮業：純陽祖師、守一真人等
- 戲曲界、演藝界：華光大帝、田都元帥、西秦王爺、孟府郎君等
- 航空業：中壇元帥、九天玄女等
- 航海業、船員：天上聖母、玄天上帝、臨水夫人、水部尚書、懿德夫人、海晏公等
- 貨運、宅配業：中壇元帥、九天玄女、彌勒佛等
- 溫泉業：不動明王等
- 銀樓、珠寶業：財神、正陽祖師、純陽祖師、關聖帝君、福德正神、中壇元帥等
- 徵信業：城隍爺等
- 婚姻媒妁與男女聯誼業：月老、女媧娘娘等
- 房地產業、搬家公司：土地公、地母娘娘、孟母等
- 自行車、客運業、司機：中壇元帥等
- 保全業：關聖帝君、門神、土地神、五營神將等
- 殯葬業：地藏王菩薩、目蓮尊者、東嶽大帝、酆都大帝、十殿閻君、城隍爺等。

### 宗教界
- 道士：三清道祖（靈寶天尊）（元始天尊）（道德天尊）、法主公、臨水夫人、感天大帝、太上老君、張天師、普庵禪師、玄天上帝等
- 算命業：諸葛武侯、鬼谷子仙師、八卦祖師、袁天罡真人、管公明仙師、朱建平仙師、劉伯溫仙師、陳摶仙師等
- 堪輿業：八卦祖師、鬼谷子仙師、輔信王公、嚴君疾仙師、賴布衣仙師、劉伯溫仙師

### 特種行業界
- 娼妓、酒店業：管仲仙師、白眉神仙師、豬八戒仙師等
- 賭業：韓信仙師等
- 黑道：關聖帝君等
- 乞丐：伍子胥大夫、李鐵拐真人等
- 特種行業人士常常祭拜有應公。

## 海神信仰
- 天上聖母（媽祖廟）
- 玄天上帝（北帝廟）
- 水仙尊王（笨港水仙宮）
- 臨水夫人
- 四海龍王
- 水部尚書（馬祖）
- 巡海大神：對應的是巡山大神。
- 普庵禪師
- 溫府千歲（東港鎮地區）
- 懿德夫人
- 海晏公

## 觀音信仰
- 觀世音菩薩
- 白衣觀音
- 千手千眼觀世音菩薩
- 釋迦摩尼佛

- 準提觀音
- 般若心經、大悲咒、六字大明咒
- 慈航真人
- 巖仔（例如壽山巖、半天巖）
- 台北西國三十三所觀音靈場等觀音靈場
- 觀音彩
- 騎龍觀音像

## 王爺信仰

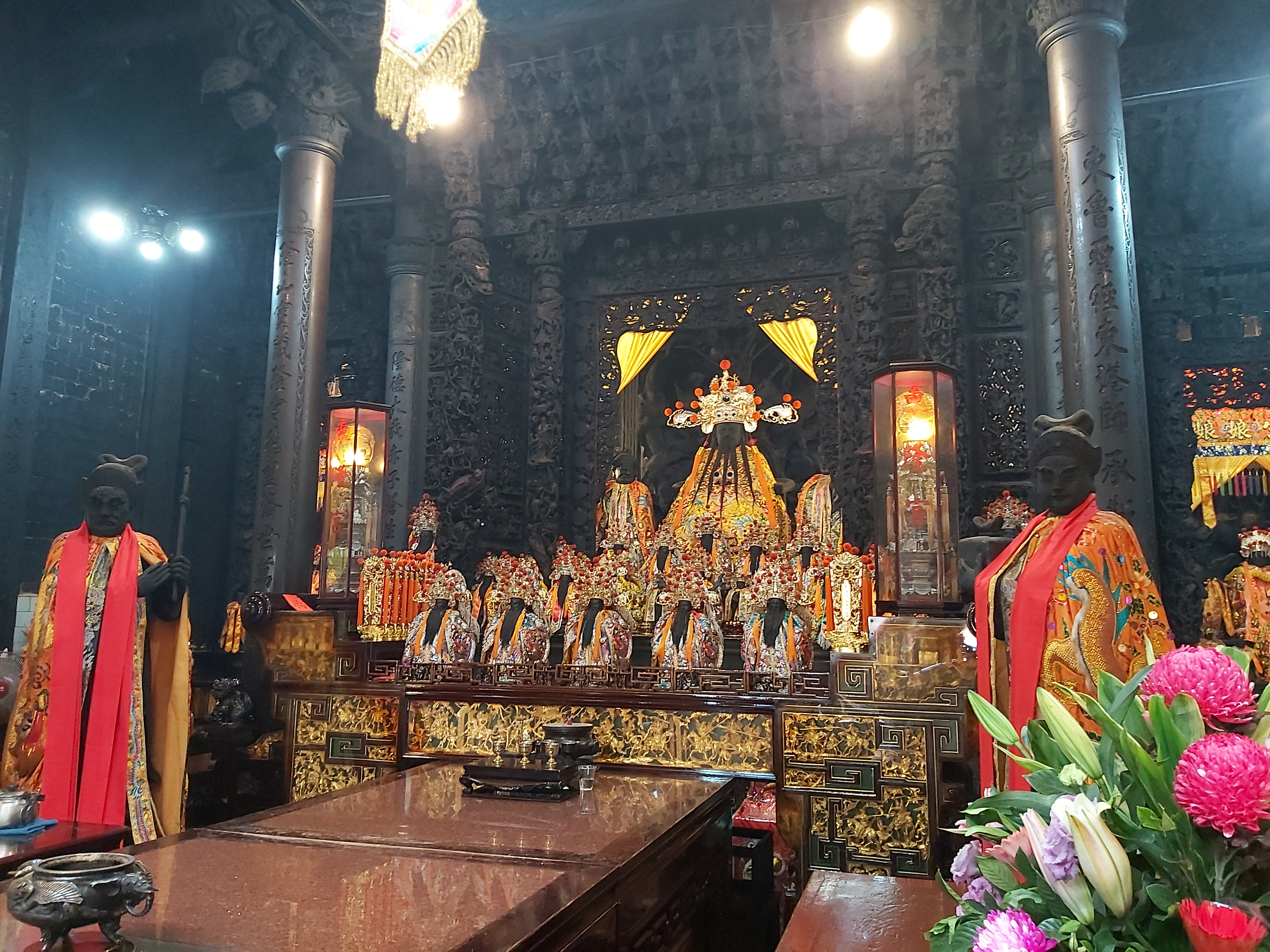
東港東隆宮正殿溫府千歲

- 五府千歲（例如南鯤鯓代天府、麻豆代天府、南廠保安宮）
- 五年千歲（例如馬鳴山鎮安宮）
- 七府千歲（例如南廠水門宮）
- 三山國王
- 溫府千歲（例如東港東隆宮）
- 蕭府王爺（例如塹港富美宮）
- 李府千歲（例如過溝建德宮）
- 池府千歲（例如新竹池和宮、虎尾德興宮、十二佃南天宮）
- 吳府千歲（例如北埔福安宮）
- 朱府千歲（例如後龍太龍宮）
- 范府千歲（例如南廠范王府）
- 吳府二鎮（例如南廠保安宮、南廠水門宮）
- 黃府千歲（例如臺南南沙宮）
- 包府千歲（例如三條崙海清宮、臺南南沙宮）
- 蘇府千歲（例如金門伍德宮）
- 謝府千歲（例如林園區廣應廟）
- 邢府千歲（例如樹林彭厝鎮安宮）
- 朱池李府三老爺（例如保西代天府）
- 朱雷殷府三千歲（例如佳里金唐殿）
- 葉朱李府三千歲（例如喜樹萬皇宮、灣裡萬年殿）
- 張李莫府三千歲（例如五條港安西府）
- 蘇府七王爺（例如東港鎮海宮）
- 古公三王（例如二結王公廟）

## 恩主公信仰
扶鸞體系
- 關恩主（關聖帝君，例如行天宮、行修宮、大溪普濟堂、礁溪協天廟）
- 呂恩主（呂仙祖，例如指南宮、鎮南宮、覺修宮）
- 岳恩主（岳武穆王，例如碧霞宮）
- 王恩主（王天君，例如喚醒堂）
- 張恩主（司命灶君，一般奉祀於民宅，或者從祀，主奉的廟宇較少，例如宜蘭開基灶君廟省民堂、新竹廣聖宮）

開拓之恩
- 開漳聖王，即陳元光
- 開台聖王[27]，即鄭成功
- 開閩三王
- 開浯恩主[28]，即陳淵

## 財神信仰
- 五路財神
- 文財神：比干、沈萬三等
- 武財神：玄壇真君、關聖帝君等
- 土地公
- 彌勒佛
- 招財神獸：虎爺、南投紫南宮金雞、貔貅
- 聚寶盆

## 瘟神信仰
- 五毒大帝
- 五福大帝
- 五府王爺
- 五年王爺
- 八家將

## 高僧信仰
- 達摩祖師
- 玄奘大師
- 弘法大師
- 清水祖師
- 顯應祖師
- 普庵祖師
- 三坪祖師
- 慚愧祖師
- 三代祖師
- 大峰祖師[29]
- 泗洲佛祖
- 扣冰古佛
- 定光古佛
- 濟公活佛
- 五公菩薩
- 十八羅漢

## 祖先崇拜
- 阿立祖：吉貝耍孝海祭、北頭洋夜祭、隆本復興宮夜祭、大內頭社太祖夜祭、口社寮阿立祖壇（左鎮北極殿）
- 太祖：大武壠族夜祭
- 尪姨 (西拉雅族)
- 阿姆祖
- 番太祖
- 矮靈
- 祖先牌位
- 祭祖（臺灣漢族）、掃墓

## 孤魂信仰
- 馬良爺
- 有應公
- 七將軍
- 十八王公
- 廖添丁
- 新莊大眾爺
- 各姓仙姑
- 湖南忠義公
- 嘉義忠義十九公
- 永靖十三義民
- 萬善同歸
- 寒林院
- 擺接義塚大墓公
- 八寶公主
- 廖茶姑娘
- 鎮海元帥
- 三姓媽

## 自然萬物
將日月星辰、風雨雷電、四方四象、四季日夜、山川湖泊、花草樹木、龍虎狐蛇、金石古物等作為祭祀的對象：
- 吧基舒入 (Baki Soro)（賽夏族龍神）
- 三山國王
- 土地公
- 樹神，統稱大樹公、樹王公，或以樹種命名[30]。
  - 樹王公（例如大里杙樹王公、臺中港大樹公、員山結頭份大樹公等）
  - 茄苳公（例如太平茄苳公、里港茄苳尊王、埔里茄苳樹王公、名間茄苳神木公等）
  - 榕樹公（例如九龍大榕公、高雄旗山鯤洲宮榕樹公、十二佃神榕等）
    - 龍樹尊王，部分榕樹的尊稱（例如大樹龍安宮等）
- 石頭公（例如石和宮、石聖爺廟、鶯歌碧龍宮、茄苳腳永和宮、港南順天宮等）
- 地基主，住宅、房舍的神靈
- 太歲信仰
- 星宿崇拜
- 四季神、二十四節氣神

## 宗教聖人
一般民間廟宇多可見同時供奉「三教聖人」或三教教主，即至聖先師（儒教）、釋迦牟尼佛（佛教）、太上老君（道教）。此處宗教聖人，少有其他外來宗教如亞伯拉罕諸教的聖人，如 摩西、耶穌、穆罕默德等。但極少民間廟宇會祭祀這些一神教的神靈或聖人，因為他們一神教的信仰只能够信一個神，且無法包容或接受多神信仰。

## 蔣公信仰

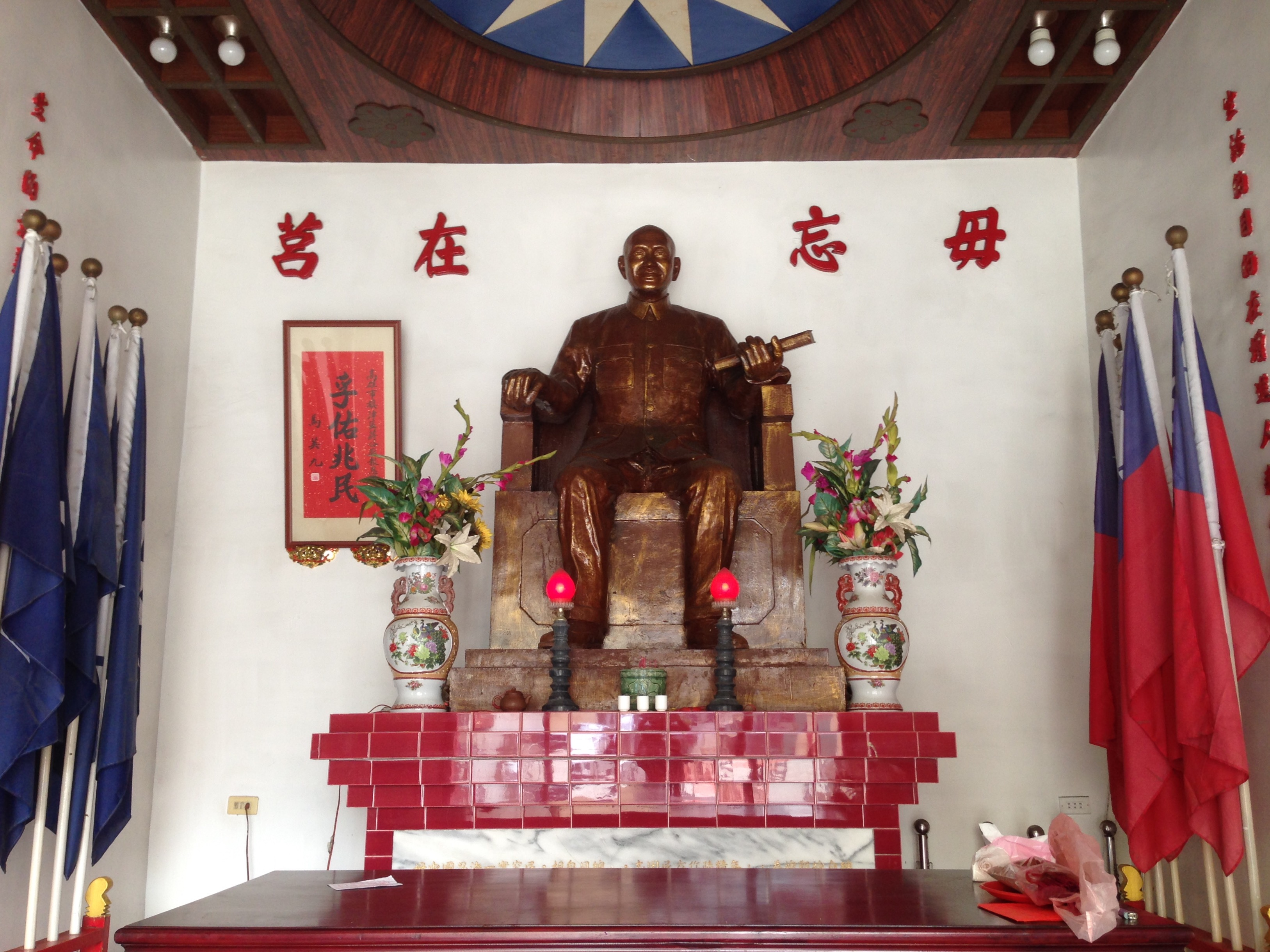
蔣公報恩觀供奉的蔣公銅像

台灣有幾座宮廟供奉蔣中正，有信眾把他尊稱為「蔣公王爺」或「中正星君」。其中，新北市淡水的魁星宮，供奉一尊「蔣公中正天尊」，神像辨識度頗高。彰化縣花壇金墩城隍廟於1975年開始供奉蔣公神位，稱為「中華禪師」。高雄市蔣公感恩堂，由觀世音菩薩作為廟內主神，蔣公則移至左側。高雄市蔣公報恩觀一樓供奉蔣公銅像，兩二樓供奉家鄉的阮弼真君、漁師大神與三官大帝。新竹縣寶山玖龍宮「老總統出巡」，身穿漢服軍裝持寶劍。新竹市天宏宮，正殿供奉一尊高3公尺的蔣公立像，頂上並懸掛「大中至正」匾額。桃園市龜山區的靈雲寺哲學廟供奉一尊高2.5公尺的蔣公立像。

## 其他
- 朱一貴：鴨母寮興安宮，廟前設有「朱一貴文化園區」，並立有朱一貴的雕像。
- 林太師公：明朝政治人物，晚號雲山居士。（例如大里永隆宮、草屯林太師廟等）
- 威武陳元帥：臺灣大陳人、馬祖人所供奉。
- 如意娘娘（富岡海神廟）：臺灣大陳人所供奉。
- 菁埔夫人：源自雲林縣口湖鄉下寮村的在地傳說，代表廟宇下寮仔順寮宮。
- 臺灣義民信仰、義民爺
- 日本王爺（海府大元帥、田中將軍、飛虎將軍、義愛公）
- 大梵天王，俗稱四面佛，多為泰國傳入之信仰。
- 象神，又稱象鼻財神，多為泰國傳入之信仰。
- 辯財天
- 阿彌陀佛碑，如溪墘厝阿彌陀佛碑與大林阿彌陀佛碑，在信仰上有鎮攝、安撫鬼魂的作用。
- 畜魂碑，源自日本的动物慰灵碑，用以纪念因人类而牺牲生命之动物的灵魂。

### 引用
1. ↑  mixture of Buddhist, Confucian, and Taoist 93%, Christian 4.5%, other 2.5%《The Global Situation》Quinton Crawford (2010)
2. ↑  《臺灣私法（二卷上）》，1911，（臺北：臨時臺灣舊慣調查會），頁246。
3. ↑  片岡巖，《臺灣風俗誌》，1921，（臺北：臺灣日日新報社），（1990年眾文圖書中文版）643-679頁。日治時期儒教並不局限於民間信仰，1941年《大眾人事錄》〈黃純青〉詞條：黃純青的宗教是「儒教」，1958年的魏清德〈身世報告書〉，自述宗教信仰是「儒教」。黃純青、魏清德都由日治時期橫跨到戰後，宗教信仰都定位為儒教，1918年八芝蘭公學校（今士林國小）所編的《鄉土誌》，儒教即列為「宗教」之首。翁聖峰，〈禮失求諸野？——論儒學、儒教宗教性與臺灣文學研究的學術整合〉，許素蘭編，《回眸凝望•開新頁——臺灣文學史料集刊》第7輯（臺文館叢刊48），頁112-131，國立臺灣文學館，2017/8。
4. ↑  〈漳州的由来〉，2020，中共漳州市委党史和地方志研究室
5. ↑  《嘉慶重修一統志》，1966，臺灣商務印書館
6. ↑  .   [2017-06-21]. （原始内容存档于2018-06-19）.
7. ↑  .   [2017-06-21]. （原始内容存档于2019-05-03）.
8. ↑  .   [2017-06-21]. （原始内容存档于2021-01-08）.
9. ↑  .   [2017-06-21]. （原始内容存档于2021-01-06）.
10. ↑  .   [2017-06-21]. （原始内容存档于2021-01-07）.
11. ↑  .   [2017-08-30]. （原始内容存档于2021-01-09）.
12. ↑  .   [2016-10-02]. （原始内容存档于2021-01-09）.
13. ↑  .   [2017-08-30]. （原始内容存档于2021-01-09）.
14. ↑  瞿海源. . 1992: 1062  [2024-04-18]. （原始内容存档于2024-07-10）.
15. ↑  .   [2024-04-24]. （原始内容存档于2024-04-24）.
16. ↑  . 故事StoryStudio.
17. ↑  王語瑄.  (PDF). 慧炬. 2022, 632: 5–8  [2024-04-24]. （原始内容存档 (PDF)于2024-05-31）.
18. ↑  . 典藏ARTouch.com.
19. ↑  . 外交部NGO雙語網站.   [2024-04-18]. （原始内容存档于2024-06-08）.
20. ↑  《臺灣宗教》，高賢治，眾文圖書公司，1995年
21. ↑  车越乔. . . 密歇根大学. 中華書局: 235. 2005  [2023-01-30]. ISBN 7030238281. （原始内容存档于2023-01-30）. 闽南的天公崇拜是在中国南方早期各民族崇拜上天文化的基础上发展演变而来的。
22. ↑  徐晓望. . 福州: 福建教育出版社. 1993: 148  [2013-01-30]. ISBN 7533414764. （原始内容存档于2023-01-30） （中文（简体））. 其实质应为闽越人传说中的“天帝”。从闽中文献来看，福建各地都有天帝的传说流传，不过，后世人常称“天帝”为“天公”。祭祀天帝是闽中长期延续的习俗
23. ↑  賴俊佑. . TVBS. 2018-10-13  [2023-01-30]. （原始内容存档于2022-05-16） （中文（繁體））. 早期有「正月十五迎紫姑」的風俗，人們會製作真人大小的紫姑肖像，在廁所、廚房旁邊迎接紫姑，不過早期廁所在房子外面，現在廁所在屋內，所以早期的習俗現今已不適用，可用燒紙錢代替即可。
24. ↑  .   [2019-07-12]. （原始内容存档于2021-01-09）.
25. ↑  .   [2014-02-03]. （原始内容存档于2013-04-30）.
26. ↑  《魯班書》：「三個鴨棚子，師傅趙公明。」
27. ↑  .   [2018-10-22]. （原始内容存档于2020-09-15）.
28. ↑  .   [2018-10-22]. （原始内容存档于2021-01-07）.
29. ↑  海濤法師弘法集錦0445_大峰祖師的慈悲超度法門
30. ↑  .   [2021-10-24]. （原始内容存档于2022-04-03）.
31. ↑  供奉蔣中正銅像30年 住持：老蔣對台有「大德」 （页面存档备份，存于），聯合報，2018年2月28日
32. ↑  .   [2020-02-25]. （原始内容存档于2021-01-05）.
33. ↑  .   [2020-02-25]. （原始内容存档于2021-01-07）.